# Brett Eldredge

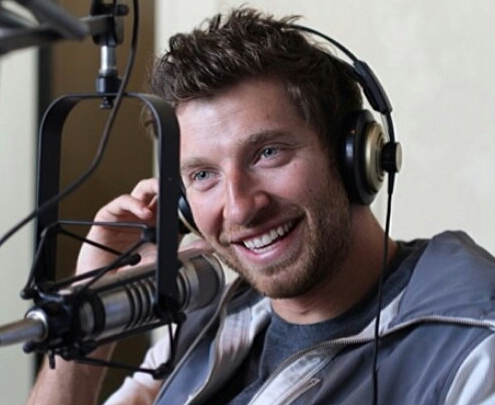
Brett Eldredge (2014)

Brett Ryan Eldredge (* 23. März 1986 in Paris, Illinois) ist ein US-amerikanischer Countrysänger.

## Karriere
Mit 16 Jahren wurde Brett Eldredge Fan von Brooks & Dunn und dadurch zur Countrymusik gebracht. Außerdem spielte sein Cousin Terry Eldredge in der Begleitband von Dolly Parton und wurde danach Mitglied der erfolgreichen Bluegrassband The Grascals. Nach seiner Collegezeit in Chicago folgte Brett seinem Cousin und wechselte an die Middle Tennessee State University, um neben dem Studium in der Gegend um Nashville Musik machen zu können.
Dort wurde er von Byron Gallimore entdeckt und unterstützt. Einem Vertrag als Songwriter folgte wenig später nach einem Auftritt in Nashville ein Plattenvertrag mit Atlantic Records. Bereits mit seiner Debütsingle Raymond hatte er 2010 einen Hit, der sich über ein halbes Jahr in den US-Countrycharts hielt. Jedoch kam die Karriere nur langsam in Schwung und erst im dritten Jahr brachte die dritte Single Don’t Ya den richtigen Durchbruch. Das Lied wurde ein Nummer-eins-Hit in den Country-Radiocharts und ein Millionenseller. In den offiziellen Singlecharts erreichte es Platz 30. Damit war auch der Weg frei für das erste Album: Bring You Back erschien 2013 und erreichte Platz 2 der Countrycharts und enthielt mit Beat of the Music und Mean to Me zwei weitere Hitsingles. Die Veröffentlichungen brachten ihm auch drei weitere Goldene Schallplatten. Außerdem wurde er bei den CMA Awards 2014 als „bester neuer Künstler“ ausgezeichnet.
Im Jahr darauf ging Eldredge zusammen mit Darius Rucker auf Tour und brachte sein zweites Album Illinois heraus. Es erreichte Platz 1 der Countrycharts und Platz 3 der Billboard 200. Mit Lose My Mind enthielt es eine weitere Goldsingle. Wanna Be That Song war 2016 sein fünfter Nummer-eins-Hit in den Radiocharts. Im selben Jahr nahm er an dem Projekt Artists of Then, Now & Forever teil, bei dem 30 Countrymusiker ein Medley aus drei Countryklassikern sangen. Die Single kam auf Platz 1 der Countrycharts. Am Jahresende veröffentlichte er außerdem das Album Glow mit Weihnachtsliedern. Es erreichte Platz 2 bei den Countryalben. Sein Duett Baby, It’s Cold Outside zusammen mit Meghan Trainor wurde ein Nummer-eins-Hit in den Adult-Contemporary-Charts.

## Diskografie

### Alben
| Jahr | Titel           | Höchstplatzierung, Gesamtwochen, AuszeichnungChartplatzierungen (Jahr, Titel, Platzierungen, Wochen, Auszeichnungen, Anmerkungen) | Höchstplatzierung, Gesamtwochen, AuszeichnungChartplatzierungen (Jahr, Titel, Platzierungen, Wochen, Auszeichnungen, Anmerkungen) | Anmerkungen                                            |
| Jahr | Titel           | US | Country | Anmerkungen                                            |
| ---- | --------------- | --- | --- | ------------------------------------------------------ |
| 2013 | Bring You Back  | US11 Gold · (19 Wo.)US | Country2 (76 Wo.)Country | Erstveröffentlichung: 6. August 2013                   |
| 2015 | Illinois        | US3 Gold · (41 Wo.)US | Country1 (76 Wo.)Country | Erstveröffentlichung: 11. September 2015               |
| 2016 | Glow            | US29 (18 Wo.)US | Country2 (29 Wo.)Country | Erstveröffentlichung: 28. Oktober 2016 Weihnachtsalbum |
| 2017 | Brett Eldredge  | US2 (6 Wo.)US | Country1 (30 Wo.)Country | Erstveröffentlichung: 4. August 2017                   |
| 2020 | Sunday Drive    | US42 (1 Wo.)US | Country5 (2 Wo.)Country | Erstveröffentlichung: 10. Juli 2020                    |
| 2021 | Mr. Christmas   | — | — | Erstveröffentlichung: 22. Oktober 2021 Weihnachtsalbum |
| 2022 | Songs About You | US145 (1 Wo.)US | Country16 (1 Wo.)Country | Erstveröffentlichung: 17. Juni 2022                    |

### Singles
| Jahr | Titel Album                                            | Höchstplatzierung, Gesamtwochen, AuszeichnungChartplatzierungen (Jahr, Titel, Album, Platzierungen, Wochen, Auszeichnungen, Anmerkungen) | Höchstplatzierung, Gesamtwochen, AuszeichnungChartplatzierungen (Jahr, Titel, Album, Platzierungen, Wochen, Auszeichnungen, Anmerkungen) | Höchstplatzierung, Gesamtwochen, AuszeichnungChartplatzierungen (Jahr, Titel, Album, Platzierungen, Wochen, Auszeichnungen, Anmerkungen) | Höchstplatzierung, Gesamtwochen, AuszeichnungChartplatzierungen (Jahr, Titel, Album, Platzierungen, Wochen, Auszeichnungen, Anmerkungen) | Anmerkungen |
| Jahr | Titel Album                                            | CH | UK | US | Country | Anmerkungen |
| --- | ------------------------------------------------------ | --- | --- | --- | --- | --- |
| 2010 | Raymond Bring You Back                                 | — | — | — | Country23 (33 Wo.)Country | Erstveröffentlichung: 27. September 2010 Autoren: B. Eldredge, B. Crisler                                                                 |
| 2011 | It Ain’t Gotta Be Love –                               | — | — | — | Country46 (12 Wo.)Country | Autoren: B. Eldredge, B. Daniel, W. Battle                                                                                                |
| 2012 | Don’t Ya Bring You Back                                | — | — | US30 Platin · (20 Wo.)US | Country5 (34 Wo.)Country | Erstveröffentlichung: 8. Oktober 2012 Autoren: B. Eldredge, C. DeStefano, A. Gorley                                                       |
| 2013 | Beat of the Music Bring You Back                       | — | — | US44 Platin · (20 Wo.)US | Country6 (32 Wo.)Country | Erstveröffentlichung: 30. September 2013 Autoren: B. Eldredge, R. Copperman, H. Morgan                                                    |
| 2014 | Mean to Me Bring You Back                              | — | — | US53 Platin · (20 Wo.)US | Country4 (30 Wo.)Country | Erstveröffentlichung: 14. Juli 2014 Autoren: B. Eldredge, S. Carusoe                                                                      |
| 2015 | Lose My Mind Illinois                                  | — | — | US48 Platin · (20 Wo.)US | Country2 (26 Wo.)Country | Erstveröffentlichung: 4. Mai 2015 Autoren: B. Eldredge, H. Morgan, R. Copperman, B. Burton, T. D. Callaway, G. F. Reverberi, G. Reverberi |
| 2015 | Drunk on Your Love Illinois                            | — | — | US35 Platin · (15 Wo.)US | Country2 (26 Wo.)Country | Erstveröffentlichung: 9. November 2015 Autoren: B. Eldredge, R. Copperman                                                                 |
| 2016 | Wanna Be That Song Illinois                            | — | — | US46 Platin · (20 Wo.)US | Country3 (35 Wo.)Country | Erstveröffentlichung: 23. Mai 2016 Autoren: B. Eldredge, R. Copperman, S. Carusoe                                                         |
| 2016 | Forever Country –                                      | — | — | US21 Gold · (4 Wo.)US | Country1 (18 Wo.)Country | Erstveröffentlichung: 16. September 2016 Medley gesungen von 30 Countrymusikern als Teil von Artists of Then, Now & Forever               |
| 2017 | Somethin’ I’m Good At Brett Eldredge                   | — | — | US— GoldUS | Country22 (24 Wo.)Country | Erstveröffentlichung: 24. Februar 2017 Autoren: B. Eldredge, T. Douglas                                                                   |
| 2017 | The Long Way Brett Eldredge                            | — | — | US65 Platin · (12 Wo.)US | Country7 (35 Wo.)Country | Erstveröffentlichung: 21. August 2017 Autoren: B. Eldredge, M. Rogers                                                                     |
| 2018 | Love Someone Brett Eldredge                            | — | — | US52 Gold · (10 Wo.)US | Country8 (33 Wo.)Country | Erstveröffentlichung: 18. Juni 2018 Autoren: B. Eldredge, R. Copperman, H. Morgan                                                         |
| 2020 | Gabrielle Sunday Drive                                 | — | — | — | Country29 (9 Wo.)Country | Erstveröffentlichung: 17. April 2021 |
| 2020 | Under the Mistletoe When Christmas Comes Around...     | — | UK61 (2 Wo.)UK | US59 (3 Wo.)US | Country10 (7 Wo.)Country | Erstveröffentlichung: 28. Oktober 2020 mit Kelly Clarkson                                                                                 |
| 2021 | Good Day Sunday Drive                                  | — | — | — | — | Erstveröffentlichung: 1. März 2021 |
| 2021 | It’s The Most Wonderful Time Of The Year Mr. Christmas | — | — | — | Country43 (1 Wo.)Country | Erstveröffentlichung: 22. Oktober 2021 |
| 2022 | Songs About You                                        | — | — | — | Country43 (6 Wo.)Country | Erstveröffentlichung: 25. April 2022 |
| Folgende Lieder erschienen nicht als Single, wurden aber durch das Album zum Download und Streaming bereitgestellt und konnten somit eine Platzierung erlangen: |                                                        | | | | | |
| |                                                        | | | | | |
| 2015 | Just a Taste Illinois                                  | — | — | — | Country44 (1 Wo.)Country | Autoren: B. Eldredge, B. Crisler, T. Douglas                                                                                              |
| 2016 | Baby, It’s Cold Outside Glow                           | CH53 (6 Wo.)CH | UK51 Silber · (4 Wo.)UK | — | Country26 (5 Wo.)Country | feat. Meghan Trainor Autor: F. Loesser |
| 2017 | No Stopping You Brett Eldredge                         | — | — | — | Country50 (1 Wo.)Country | Autoren: B. Eldredge, T. Douglas |

## Auszeichnungen für Musikverkäufe
| Goldene Schallplatte - Kanada - 2013: für die Single Don’t Ya - 2016: für die Single Lose My Mind - 2017: für die Single Wanna Be That Song - 2017: für die Single Somethin’ I’m Good At - 2018: für die Single The Long Way | Platin-Schallplatte - Kanada - 2017: für die Single Drunk On Your Love |

Anmerkung: Auszeichnungen in Ländern aus den Charttabellen bzw. Chartboxen sind in ebendiesen zu finden.
| Land/RegionAuszeichnungen für Musikverkäufe (Land/Region, Auszeichnungen, Verkäufe, Quellen) | Silber  | Gold       | Platin     | Verkäufe  | Quellen         |
| -------------------------------------------------------------------------------------------- | ------- | ---------- | ---------- | --------- | --------------- |
| Kanada (MC)                                                                                  | —       | 5× Gold5   | Platin1    | 280.000   | musiccanada.com |
| Vereinigte Staaten (RIAA)                                                                    | —       | 5× Gold5   | 7× Platin7 | 9.500.000 | riaa.com        |
| Vereinigtes Königreich (BPI)                                                                 | Silber1 | —          | —          | 200.000   | bpi.co.uk       |
| Insgesamt                                                                                    | Silber1 | 10× Gold10 | 8× Platin8 |           |                 |